# Pello Iguaran
Pedro María Iguaran Arandia, més conegut com a Pello Iguaran, (Lasarte-Oria, 2 de juliol de 1940 – ?, 16 de gener de 2015) fou un futbolista basc que jugava com a defensa, i un dels herois de Puertollano.
Iguaran va jugar pel Deportivo Alavés la temporada 1963-1964. Va signar per la Reial Societat després que l'Alavés perdés la categoria. Iguaran va jugar al seu nou club durant 7 anys, tot i que la major part del temps fou defensa suplent. De tota manera, era un dels 11 jugadors de l'equip inicial que varen aconseguir empatar l'històric partit de 1967 contra el Calvo Sotelo que va significar el retorn de la Real a la màxima categoria. Va jugar un total de 85 partits amb la Reial Societat.